# Calmucs
Els calmucs (alternativament, kalmucks, kalmuks, o kalmyki) són els descendents dels oirats, identitat històrica i col·lectiva dels pobles mongols occidentals. És l’única comunitat amb majoria budista d’Europa, aproximadament un 70%, lligada a la mateixa autoritat religiosa que buriats i tuvinians. Tot i que és una cultura nòmada en origen, han estat presents a la Rússia europea durant més de 400 anys. Actualment la major part del poble calmuc viu a Calmúquia, però a causa de les vicissituds històriques, també hi ha comunitats calmucs als Estats Units, França, Alemanya i la República Txeca.

## Repartiment geogràfic
Actualment, són repartits en tres grups dins el territori de l'antiga URSS (Rússia i veïns):
- Els calmucs pròpiament dits, viuen a Calmúquia (el 88,3%).
- Els buzava viuen als marges del Don (Teñ), principalment a Astrakhan (Äädrhn) i a Ossètia septentrional-Alània, però amb grups petits al krai de Stàvropol (Sarpulj), Rostov i Volgograd (el 5,7%).
- Els sarts, islamitzats, a la regió de Semirietxe (República del Kirguizstan), uns 4.000 individus.

## Història
Els calmucs pròpiament dits, fins al segle xii, ocupaven la zona entre el Ienissei, el Balkhaix i el riu Gobi, i eren xamanistes; vers el segle xv, es traslladaren cap als marges del Balkhaix i foren convertits al lamaisme per monjos tibetans. Cap al segle xvi, formaren part del Derben-Oirat ('Quatre federats') amb els dzungars, dorbots, turgots i txokots. El seu nom prové del verb kalmak 'habitar', i distingia els oirats que eren 'habitants camperols' dels dungans (del verb dönmek) o 'retornats'. Un grup dels oirats acompanyà Hulagu cap a Occident i jugà un cert rol dins la Pèrsia ilkhànida.
Sempre havien dut una vida nòmada i es regien per la norma "on tens encès el foc, allí és casa teva, on tens lligat el teu cavall, allí pots pasturar", i es dedicaven a la ramaderia. Llur organització social, vigent fins al 1892, partia de la kibitka o iurta, tenda familiar i considerada nucli de la unitat familiar, que s'agrupava en djotons, una mena de comunitat nòmada dirigida per un ancià, cap dels campaments. Aquests s'agrupaven en ajmaks o clans, comunitats amb lleus lligams familiars, governats mercès als russos per un zajsang o governador hereditari. Un grup d'ajmaks formaven l'anghi (tribu), i aquestes s'organitzaven en ulus (pobles), regentats pels noyons, prínceps guerrers amb autoritat militar, i sota l'autoritat religiosa dels ghilong, capellans lamaistes.
Vivien en kibitkes, tendes de feltre fetes amb bastiment de fusta, de forma cilíndrica i fàcilment desmuntable. A l'estiu, quan duien a pasturar el ramat, habitaven construccions primitives fetes d'argila amb palla. L'estructura interna de la tenda era senzilla, i formava un petit altar amb els burtxan (ídols), d'origen xamànic. El foc s'encenia al centre de la kibitka, i era considerat un lloc sagrat, i el fum sortia per una obertura dalt de la tenda (txaratx), que també servia per a il·luminar-la.
La vestimenta tradicional era constituïda per una camisa de tela o percala (kijlik) i unes calces. Per damunt, portaven un beshmet, semblant al dels muntanyencs del Caucas, lligat amb un cinturó de cuir, que els calmucs rics cobrien amb làmines de ferro amb incrustacions de plata. A l'hivern, portaven al damunt una pellissa de pell de xai (de guineu, els més rics). El barret era quadrangular, i ha servit de model per als cotxers russos del segle xix. Quant al calçat, l'estiu duien botes altes amb talons metàl·lics i estreps. Les dones duien bruses llargues i amples, així com calces amples, i al cap duien un machass, barret baix amb visera negra. El cabell dels nens era tallat a l'altura de l'espatlla fins als 14 anys, en què era recollit en una trena. També duien arracades.
Els principals queviures eren fets amb farina de sègol o blat, sense sal, i amb te. L'arak, aiguardent d'ar'jan (cereal típic de la regió), i el bozo, un producte làctic semblant al kumys, fet amb llet d'euga fermentada. Es casaven molt joves (als 16 els nois i als 14 les noies) i no practicaven la poligàmia. El divorci era fàcil d'aconseguir, però no era habitual. La dona calmuca es distingia per la seva rara puresa de costums, i duia el pes principal del treball de la llar. Els homes s'encarregaven de la cura del bestiar i d'algunes tasques agràries (recollir cereals i tallar herbes). Practicaven el budisme lamaista dels "barrets grocs", al qual es convertiren massivament en el segle xvii.

### El kanat del Volga
Durant el regnat de Ways Khan (1418-1428), els mongols d'Ili s'hagueren de batre contra els kalmaks infidels, i els poemes de les guerres foren recollits en el Tarakhini i Rashidi. Ways Khan fou fet presoner pels calmucs, i hagué de donar la seva germana en matrimoni al seu cap Esen Taishi. El seu pare, Toghon, havia governat Mongòlia fins a la frontera xinesa, i a la seva mort, el 1439, el substituí Esen Taishi; però a la seva mort, el 1455, s'esquerdà l'Imperi oirat. Es formaren diversos principats aïllats en veïnatge de territoris musulmans, i el 1459 una ambaixada calmuc aparegué a Herat.
Durant el segle xvi, es van estendre pel Turquestan, però hi eren considerats com a enemics de l'islam; van obligar a fugir el kan kazak Tawakkul (Tevkel) fins a Taixkent, on fou acollit pel sobirà usbec Newruz Ahmad (m. 1566), qui tampoc aconseguí vèncer-los. Tanmateix, el 1594, en una ambaixada enviada al tsar Fiodor I de Rússia, els russos qualificaven Tawawkkul com a "rei dels kazaks i dels calmucs", ja que algunes bandes se li uniren.
Durant l'hivern del 1603-1604, els calmucs atacaren Coràsmia, i sota el regnat del tsar Vassili Txuitsky (1606-1610) entraren per primer cop en contacte amb el govern rus. Pressionats pels nobles mongols i pels kans kazakhs, arribaren als marges dels rius Volga, Ural i Don, i pel 1608-1609 alguns grups feudals oirats (derbets i torguts) s'uniren voluntàriament a Rússia i s'establiren al S i E de Sibèria.
Cap al 1616, els torgut, que eren establerts a Tarbagatai (entre els llacs Manas i Zaisan, i el riu Irtysh), dirigits per Khö-örlog, es dirigien cap a l'oest, a la recerca de pastures lliures, pressionats per les altres tribus turques, i el 1630 s'establiren definitivament a les estepes del baix Volga. Els russos els acceptaren sota el nom de Kanat Calmuc (de Khal'mg), com a estat tap entre la seva frontera meridional i les hordes turbulentes de turcs musulmans. El seu cap, conegut com a Qurlinq, sotmeté nogais i turcs, i el 1632 hi establí uns 50.000 kibitkes de Tashi-Kö-örlok, amb les tribus joshu i derbet. D'aquesta manera, el 1653, uns 200.000 calmucs atacaren Penza, Saràtov i Tobolsk.
Durant la resta del segle, el kanat kalmuk del Volga, que no formava pas part de l'imperi fundat per Khara-khula, tot i que mai no es trencaren les relacions entre les dues branques del mateix poble, fou fortificat per les arribades esporàdiques de mongols occidentals (khoshut, dörbet, khoït), que fugien de la inestabilitat d'Àsia oriental, però no havien perdut la seva agressivitat. En la millor tradició de les estepes, les escaramusses sagnants amb llurs veïns nòmades, tàtars, kazakhs i kirguisos, són alternades amb intercanvis comercials, de la mateixa manera que amb els russos els juraments d'aliança amb el tsar són renovats i els contactes comercials estacionals, alternats amb expedicions de pillatge.
Alhora, els delegats calmucs del Volga foren presents al kutultai del 1640 i Batur, fill i successor de Khara-khula, donà en matrimoni el fill petit de Khö-örlok; en el kurultai, s'establí fermament la predominança del budisme entre totes les branques calmuques, i els progressos aconseguits per l'islam mercè al matrimoni amb la filla d'un kazak, no foren de gaire durada.
El 1655, va morir Khö-örlog i el seu successor, Chukn-Daichir (1655-1672), va mantenir la submissió a Rússia. El seu successor, Ayuqa Khan (1672-1724), fou el darrer a portar el títol de kan. Amic de Pere el Gran, suprimí la revolta de Bakha, i lluità contra els perses i baixkirs. El títol de kan fou reservat als descendents de Genguis Kan per al cap espiritual, el dalai-lama. Els Qing mateixos confirmaren aquesta qualitat, recollida en l'ambaixada del manxú Tulišen, autor del Yiyulu (Cant sobre els països estrangers, 1712-1715), traduïda al francès el 1726 i al rus el 1764, i que ajudà a fer conèixer Àsia a Europa. També sembla que aquesta missió contribuí a reviscolar la nostàlgia per la terra ancestral.

### Èxode i domini rus abans de la revolució
Els calmucs budistes d'Ili mantingueren llur sobirania sobre el Turquestan musulmà fins que foren destruïts pels xinesos el 1758. Foren el darrer imperi nòmada de l'Àsia central, i el 1749 encara els aspirants a atalik (regent) de Bukharà havien de sotmetre llurs diferències al kan calmuc; s'empararen de bona part del territori kazak, i prohibiren l'islam al sud de Semirieche.
Pel que fa als del Volga, les guerres amb els tàtars de Crimea i amb Coràsmia els van debilitar. Així, a la mort d'Ayuqa el 1724, els seus successors foren considerats com a namestniks ('virreis') del tsar de Rússia, alhora que els obligà a trencar relacions amb el grup d'Ili. Per això, el 1735, el grup de 10.000 tendes de Taishi Sereng decidí de tornar a Xinjiang.
Després de la revolta de Pugatxov del 1771, a la qual molts calmucs donaren suport com ja van fer amb la de Stenka Razin, indignats per les intromissions russes en llur autogovern i pels intents de sedentarització obligatòria, el kan Ubashi, fill petit d'Ayuqa, decidí, sota la pressió dels seus consellers, la ruptura de relacions amb Rússia i el retorn a Dzungària.
Així, uns 170.000 calmucs (300.000, segons altres fonts) prengueren el camí de tornada que van seguir llurs avantpassats. Fou desastrós, ja que foren atacats pels kazakhs i kirguisos; patiren en travessar deserts i només uns 70.000 arribaren a Ili. Així, delmats, van perdre qualsevol influència política tant a la Xina com a Rússia, de tal manera que no els restà més remei que lliurar-se als Qing. Això feu augmentar el prestigi de l'emperador manxú Qienlong, qui li permeté incorporar la Dzungària i el consagrà com a cap temporal dels lamaistes. Endemés, els repartí per l'imperi: un grup restà a Ili, amb els supervivents oirats de la massacre del 1757, i d'altres, a la regió de Khövdo (Mongòlia exterior), on s'havien refugiat alguns supervivents de la caiguda de l'Imperi jungar. Quan es produí la revolta musulmana a la vall d'Ili del segle xix, fou destruït el gran temple budista calmuc de Kuldja.
El 1771, la resta dels calmucs, unes 11.200 kibitkes amb 50.000 calmucs (160.000, segons altres fonts), unes 8.000 famílies de kazaks i 8.000 de nogais, comandades pel príncep Donduk Ombo, ocuparen la zona del Volga-Don-Kumà i Kuban, a les regions del Don, Astracan i Orenburg, on es dedicaren a la ramaderia de bous, camells i xais. Com que la majoria dels torguts donaren suport a Pugatxov el 1773, Caterina la Gran retirà als torguts el govern dels calmucs, que havien conservat des de l'arribada a Rússia. El títol de kan, que havia estat abolit l'octubre del 1771, va extingir-se definitivament amb la desaparició d'Ubashi. En lloc seu, s'establí un vicekanat que passà als Dodunkov (descendents de Donduk Ombo).
De llavors en endavant, els calmucs restaren sotmesos i llur organització politico-administrativa fou calcada sobre la de l'Imperi Rus; els nobles calmucs o nojons foren assimilats als terratinents, i llurs subjectes als serfs. En el darrer terç del segle xix, una evolució decisiva els conduí a la sedentarització i a les activitats agrícoles.
Alguns grups en foren integrats a les colònies cosaques, fortament russificats, llevat dels monjos lamaistes. Els dörbet, instal·lats des del 1710 a la regió del Don, i coneguts com a buzava, conegueren una evolució diferent a la del grup del Volga. A finals del segle xviii, mentre que els altres grups eren reinstal·lats entre els rius Ural, Terek i Kuma, els buzava foren enrolats a l'oblast dels cosacs del Don. Molts calmucs lluitaren sota bandera russa durant la Guerra napoleònica del 1812, així com en altres guerres russes del segle xix.
Des del 1820, la colonització de les estepes calmuques es va accelerar, i les millors terres foren lliurades a grans terratinents pel govern tsarista. El 1861, el Gran Debet Ulus (formació estatal feudal) fou transferida de l'óblast d'Astracan a la de Stavropol. Aquesta divisió administrativa i territorial del poble calmuc retardaria el seu procés de consolidació nacional. El govern tsarista establí el 1806 l'anomenada Zona de les Deu Verstes (10,7 quilòmetres), que movia la frontera de l'àrea nòmada calmuca fora d'una distància de 30-40 km del riu Volga i la mar Càspia, que privarà els calmucs de les millors pastures, de la mateixa manera que el comerç els connectava amb la costa. Pel 1803, els calmucs tenien 2,5 milions de caps de ramat; cap al 1863, a penes passaven del milió i, pel 1896, havien baixat a 453.000 caps. Molts calmucs empobrits marxaren a treballar en la pesca i les indústries de sal dels assentaments russos adjacents.
El 1892, s'aprovà una Llei d'Abolició de Relacions Compulsòries entre Propietats Separades del Poble Calmuc, que establia la redempció per compra, alliberà els calmucs de llur dependència feudal i creà algunes condicions per al desenvolupament de relacions capitalistes. El capital rus que havia penetrat a la Calmúquia era en major part de naturalesa comercial i usurera. A començament del segle xx, més del 50% de la producció agrària es concentrava en les granges de la noblesa feudal i de petits propietaris, que concentraven només el 6% de les propietats, mentre que el 75% de les granges vivien en la pobresa.
La influència del moviment revolucionari rus, així com les diferents revoltes a Mongòlia i Xina, els inspirarien les primeres revoltes. Ja el 1903, es produïren els primers aldarulls de joves calmucs que foren enrolats en els instituts educatius d'Astracan, fet denunciat a Iskra (15 de maig del 1903).
El 1904, esclatà la revolta del profeta Airot a Ili, cosa que provocà aldarulls i aixecaments a Khosheut, Gran Derbet i altres ulus entre el 1905 i el 1909, fins que foren reprimits. El 1907, un grup de professors progressistes fundaren la Khal'mg Tangchin Tug (Unió Nacional Democràtica), però fou prohibida per les autoritats el 1908.
Durant la Primera Guerra Mundial, el govern tsarista va mobilitzar els calmucs per treballar al front, cosa que provocà nous disturbis, de manera que alguns donaren suport al cabdill Dambijantsan, més conegut com a Ja Lama, qui es reclamà descendent d'Amur Sana i, el 1912, s'havia revoltat contra els xinesos, fins que fou assassinat pels soviètics el 1923.
Per a l'època posterior a la Revolució russa, vegeu Calmúquia.